# Anachronistische Evolution
Als anachronistische Evolution werden die Auswirkungen oder der Vorgang der Übernahme von Erbmaterialresten eines toten Organismus (auch länger verstorbener Organismen) bezeichnet. Die anachronistische Evolution wurde 2013 erstmals publiziert. Den Begriff prägte Søren Overballe Petersen vom Zentrum für Geogenetik der Universität Kopenhagen.

## Allgemeines
Kurze und beschädigte Reste von DNA (fragmentierte DNA und aDNA) sind in der Umwelt allgegenwärtig und können mehr als eine halbe Million Jahre überdauern. Durch Versuche wurde gezeigt, dass Bakterien diese DNA-Reste per Transformation aufnehmen und in ihr Genom einbauen können. Unter anderem wurden DNA-Reste aus Knochen eines vor 43.000 Jahren verstorbenen (ausgestorbenen) Wollmammuts übertragen.
Die Weitergabe von Erbmaterial von einem Individuum an Nachkommen, der vertikale Gentransfer, ist normaler Teil der Evolution. Der horizontale Gentransfer, die Übertragung von einem (adaptierten) Organismus in einen bereits existierenden anderen, kann eine Anpassung an veränderte Umgebungsbedingungen beschleunigen.
Die Evolution von Bakterien kann durch den Rückgriff auf die fremde DNA noch schneller verlaufen als bei alleinigem horizontalem Gentransfer und als man sie nur auf Basis von natürlichen Mutationen erwarten würde.

## Andere Verwendung
Der Begriff Anachronistische Evolution wurde, in anderer Bedeutung, schon früher durch den britischen Paläontologen Richard Barrie Rickards, der vor allem an Graptolithen forschte, verwendet. Anachronistische Evolution im Sinne Rickards bedeutet, dass in der Fossilüberlieferung manchmal Organismen mit bestimmten Merkmalen auftreten, die eigentlich typisch sind für erst später auftretende Gruppen („heraldic“) oder für schon früher ausgestorbene Gruppen aus ihrer Verwandtschaft („echoic“), und die so eine längere Existenz der entsprechenden Gruppe vortäuschen. Diese Verwendung des Begriffs hat nichts mit Gentransfer zu tun.